# Chrosiothes
Chrosiothes es un género de arañas de la familia Theridiidae, orden Araneae. Fue descrito por el francés Eugène Simon en 1894.

## Especies
- Chrosiothes carajaensis Puchulú-Figueiredo, Santanna & Rodrigues, 2017
- Chrosiothes chirica (Levi, 1954)
- Chrosiothes cicuta Puchulú-Figueiredo, Santanna & Rodrigues, 2017
- Chrosiothes decorus Puchulú-Figueiredo, Santanna & Rodrigues, 2017
- Chrosiothes diabolicus Puchulú-Figueiredo, Santanna & Rodrigues, 2017
- Chrosiothes episinoides (Levi, 1963)
- Chrosiothes fulvus Yoshida, Tso & Severinghaus, 2000
- Chrosiothes goodnightorum (Levi, 1954)
- Chrosiothes iviei Levi, 1964
- Chrosiothes jamaicensis Levi, 1964
- Chrosiothes jenningsi Piel, 1995
- Chrosiothes jocosus (Gertsch & Davis, 1936)
- Chrosiothes litus Levi, 1964
- Chrosiothes minusculus (Gertsch, 1936)
- Chrosiothes murici Puchulú-Figueiredo, Santanna & Rodrigues, 2017
- Chrosiothes niteroi Levi, 1964
- Chrosiothes perfidus Marques & Buckup, 1997
- Chrosiothes portalensis Levi, 1964
- Chrosiothes proximus (O. Pickard-Cambridge, 1899)
- Chrosiothes silvaticus Simon, 1894
- Chrosiothes sudabides (Bösenberg & Strand, 1906)
- Chrosiothes taiwan Yoshida, Tso & Severinghaus, 2000
- Chrosiothes tonala (Levi, 1954)
- Chrosiothes una Puchulú-Figueiredo, Santanna & Rodrigues, 2017
- Chrosiothes valmonti (Simon, 1898)
- Chrosiothes venturosus Marques & Buckup, 1997
- Chrosiothes wagneri (Levi, 1954)